# Salome (film 1908)
Salome è un cortometraggio muto del 1908 diretto da J. Stuart Blackton. Sceneggiato da Theodore A. Liebler Jr., il film si ispira alla Salomè di Oscar Wilde, lavoro teatrale del 1891 andato in scena per la prima volta l'11 febbraio 1896 al Théâtre de l'Œuvre di Parigi.

## Trama
Dall'opera di Oscar Wilde, la fascinazione di Salome per Giovanni il Battista che la porta a richiedere come premio per la sua danza la testa del profeta.

## Produzione
Il film fu prodotto dalla Vitagraph Company of America

## Distribuzione
Distribuito dalla Vitagraph Company of America, il film - un cortometraggio di 126 metri - uscì in sala il 29 agosto 1908 anche con il titolo alternativo Salome; or, The Dance of the Seven Veil.